# رائف دیزدارویچ
رائف دیزدارویچ (انگلیسی: Raif Dizdarević؛ (زادهٔ ۹ دسامبر ۱۹۲۶) یک سیاستمدار اهل بوسنی و هرزگوین است.